# Мусхелішвілі Микола Іванович
Микола Іванович Мусхелішвілі (Ніколоз Мусхелішвілі; груз. ნიკოლოზ ივანეს ძე მუსხელიშვილი; 4 лютого (16 лютого) 1891 року, місто Тифліс, Російська імперія — 15 липня 1976 року, місто Тбілісі, СРСР) — радянський учений, математик і механік, дійсний член АН СРСР (1939) і АН Грузинської РСР (1941). Герой Соціалістичної Праці (10.06.1945). Член ЦВК Закавказької РФСР 7-го скликання. Делегат VIII Надзвичайного Всесоюзного з'їзду рад. Депутат Верховної Ради СРСР 1—8-го скликань.

## Біографія
Народився 16 лютого 1891 року в Тифлісі в сім'ї військового інженера-технолога Івана Левановича Мусхелішвілі. З 1901 по 1909 рік навчався в 2-й Тифліській гімназії, із 1909 по 1914 рік — студент фізико-математичного факультету Санкт-Петербурзького університету; залишений при кафедрі теоретичної механіки університету для підготовки до професорської діяльності. З 1915 по 1919 рік Микола Мусхелішвілі працював асистентом, а з 1919 по 1920 рік викладачем вищої математики і механіки в університеті та інших вищих навчальних закладах Петрограда. Перша наукова робота опублікована в 1915 році, у 1917 році склав магістерські випробування.
У 1920 році повернувся до Тифлісу; викладав у Тифліському державному університеті та Грузинському політехнічному інституті (професор з 1922 року). З 1926 року працював деканом політехнічного, а згодом фізико-математичного факультетів Тифліського державного університету. З 1928 по 1930 рік — проректор із наукової частини політехнічного інституту в Тифлісі. У 1933 році обраний членом-кореспондентом АН СРСР, а в 1939 році — дійсним членом Академії наук СРСР. Член ВКП(б) з 1940 року.
До заслуг Миколи Мусхелішвілі відносять виховання молодих наукових кадрів і створення наукових установ і вищих навчальних закладів, створення сильної тбіліської школи математиків (видатний математик Ілля Векуа — учень Миколи Івановича). За його ініціативою було створено Математичний інститут імені А. М. Размадзе Академії Наук Грузинської РСР. Курував будівництво Тбіліського академмістечка
З 1934 року співпрацював також з Математичним інститутом АН СРСР, старший фахівець.

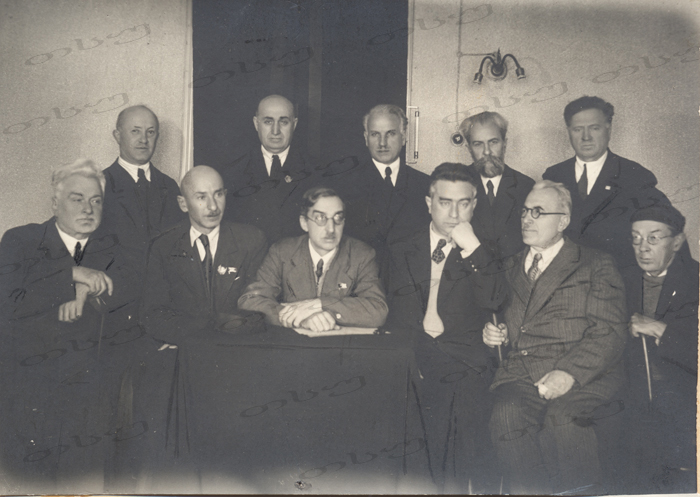
Перша президія Академії наук Грузинської РСР: зліва направо: Корнелій Кекелідзе, Микола Кецховелі, Микола Мусхелішвілі (голова), Симон Джанашіа, Георгій Ахвледіані, Філіп Зайцев; Стоять: Олександр Джанелідзе, Тарас Кварацхелія, Арнольд Чікобава, Георгій Чубинашвілі, Акакій Шанідзе. 1941

Микола Мусхелішвілі — один із засновників Академії Наук Грузинської РСР. З 1933 по 1938 рік — заступник голови, а з 1938 по 1941 рік — голова Грузинського філіалу АН СРСР. Перший президент Академії Наук Грузинської РСР (з 10 лютого 1941 року по 3 травня 1972 року) та директор інституту математики АН Грузинської РСР. Потім — почесний президент Академії Наук Грузинської РСР (з 3 травня 1972 року по 15 липня 1976 року).
Став першим головою та протягом 20 років очолював Національний комітет СРСР з теоретичної і прикладної механіки (було засновано постановою Президії Академії наук 31.08.1956 у зв'язку з дозволених урядом СРСР розширенням міжнародних наукових контактів). Був членом багатьох іноземних академій, наукових установ і товариств, головою правління Грузинського республіканського товариства із поширення політичних і наукових знань, членом ЦК КП Грузії. Був обраний почесним членом Академії наук Вірменської РСР.
Помер 15 липня 1976 року в Тбілісі. Похований у Пантеоні на горі Мтацмінда, де знаходяться могили видатних діячів Грузії.

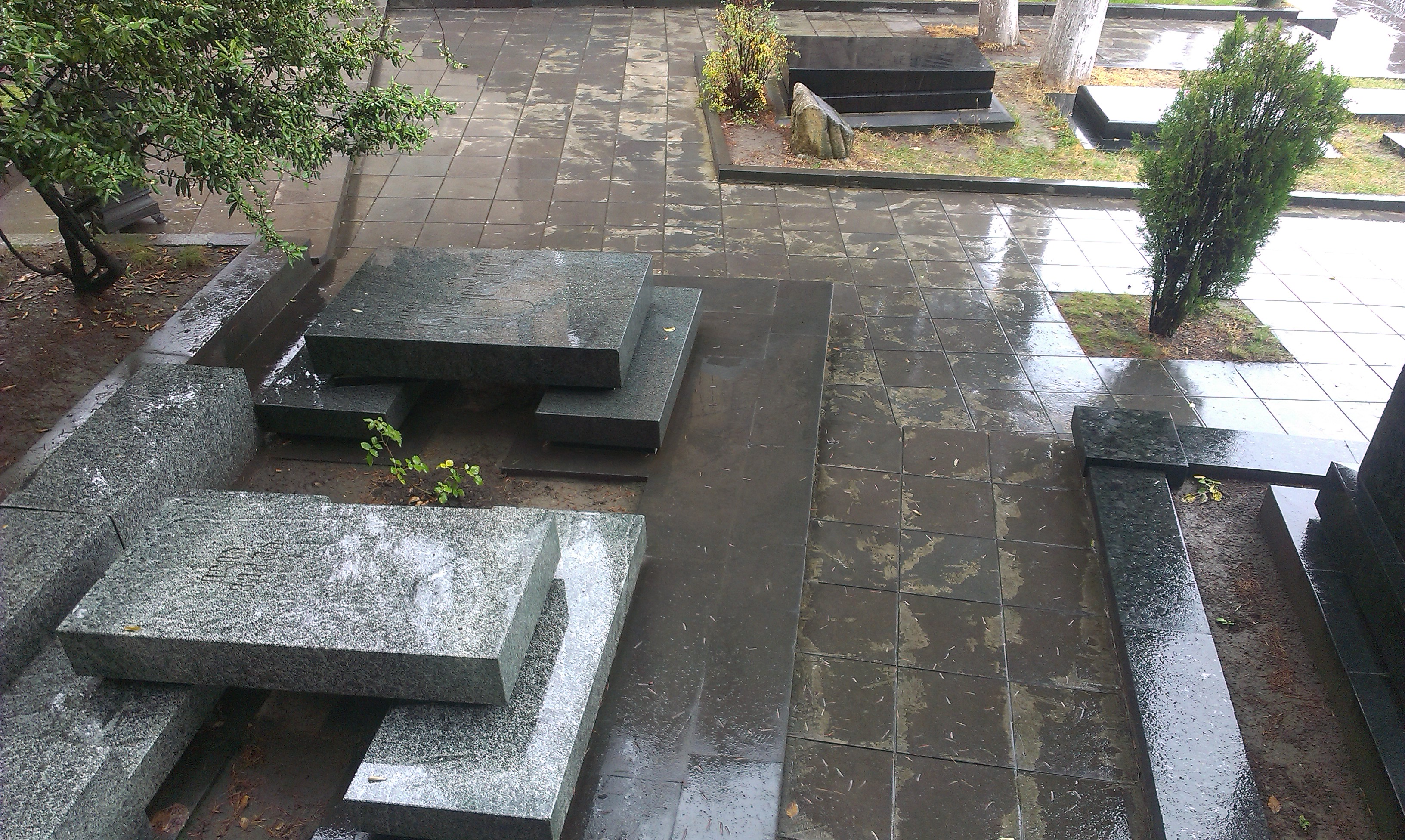
Мтацмінда. Могили Векуа (ближня) і Мусхелішвілі (далека)

Ім'я Миколи Мусхелішвілі носить Кутаїський політехнічний інститут.

## Наукова діяльність
Перша наукова робота опублікована в 1915 році (спільно з Гурієм Колосовим) «Про рівновагу пружних круглих дисків».
Наукові дослідження Миколи Мусхелішвілі відносяться до розділів математики і механіки — теорія пружності, інтегральні рівняння, граничні задачі теорії функцій та інші; у них також були дані рішення задач, які зустрічаються в багатьох питаннях техніки (опір матеріалів, міцнісні розрахунки). Роботи мали практичне значення при виробництві озброєння і боєприпасів.
Більша частина наукових праць присвячена задачам плоскої статичної теорії пружності. У роботах Миколи Мусхелішвілі і його учнів були вирішені всі найголовніші проблеми плоскої задачі в статичному випадку. Методи, створені М. І. Мусхелішвілі, які засновані на апараті теорії функцій комплексного змінного, знайшли застосування і в ряді інших задач математичної фізики і теорії диференціальних рівнянь в приватних похідних. Ряд робіт Миколи Мусхелішвілі присвячений завданням кручення і згину стержнів, крученню і вигину складових брусів. Ці дослідження знайшли подальший розвиток у працях його учнів з нелінійної теорії пружності.
Монографії «Деякі основні задачі математичної теорії пружності» (Сталінська премія першого ступеня за друге видання в 1941 році), «Сингулярні рівняння» багаторазово перевидавалися, перекладалися на іноземні мови.

## Нагороди та премії
- Сталінська премія першого ступеня (1941)
- Сталінська премія другого ступеня (1947)
- Велика золота медаль імені М. в. Ломоносова (1972)
- Звання Героя Соціалістичної Праці (10.06.1945).
- Нагороджений 6 орденами Леніна (22.02.1941[12], 10.06.1945, 19.09.1953, 16.02.1961, 2.04.1966, 17.09.1975), орденом Жовтневої Революції (20.07.1971), орденом Трудового Червоного Прапора (4.11.1944)[13], а також медалями «За трудову доблесть» (29.08.1960), «За оборону Кавказу» (1944) та іншими медалями СРСР.
- Лауреат міжнародної премії імені Модесто Панетти (Італія).

## Відомі адреси
Тбілісі, проспект Чавчавадзе, 19.